# Leitbild (Fließgewässer)
Das Leitbild definiert im Wasserbau den Zustand eines Gewässers anhand des heutigen Naturpotentials des Gewässerökosystems auf der Grundlage des Kenntnisstandes über dessen natürliche Funktionen.
Das Leitbild schließt nur irreversible anthropogene Einflüsse auf das Gewässerökosystem ein. Das Leitbild beschreibt kein konkretes Sanierungsziel, sondern dient in erster Linie als Grundlage für die Bewertung des Gewässerökosystems.
„Es kann lediglich als das aus rein fachlicher Sicht maximal mögliche Sanierungsziel verstanden werden, wenn es keine sozio-ökonomischen Beschränkungen gäbe. Kosten-Nutzen-Betrachtungen fließen in die Ableitung des Leitbildes nicht ein“
(LUA NRW 1999, vgl. LAWA 2000).
Die Entwicklung eines solchen Fließgewässer-Leitbildes gestaltet sich jedoch gerade im Flachland und besonders in traditionellen Ackerbaulandschaften als sehr schwierig. 

Der ursprüngliche, vom Menschen unbeeinflusste Zustand des Gewässers ist nur unvollständig zu rekonstruieren, und es existieren kaum noch echte Referenzgewässer, d. h. naturbelassene Gewässer in demselben Naturraum, anhand derer der natürliche Zustand abgeleitet werden könnte. 

Die Ursache dafür ist, dass die anthropogenen Nutzungseinflüsse im Flachland viel flächendeckender, massiver und intensiver zur Auswirkung gekommen sind als im Bergland.
Zur Formulierung des Leitbildes ist eine Erfassung und Definition naturraumspezifischer Gewässerkategorien erforderlich. Die vom Landesumweltamt Nordrhein-Westfalen herausgegebenen Leitbilder für kleine bis mittelgroße Fließgewässer in Nordrhein-Westfalen: Gewässerlandschaften und Fließgewässertypen bieten eine Anleitung für die Einstufung des zu bearbeitenden Gewässers.

## Fließgewässertypen
Bei den Fließgewässern werden in Deutschland insgesamt fünfundzwanzig Typen unterschieden; wichtige Parameter hierbei sind Ökoregion (z. B. Alpen, Mittelgebirge, Norddeutsches Tiefland), Höhenlage und Geologie (z. B. karbonatisch oder silikatisch, grob- oder feinmaterialreich).